# 有明村 (熊本県)
有明村（ありあけむら）は、熊本県の北部、玉名郡にかつてあった村である。

## 歴史
- 1889年4月1日 - 玉名郡蔵満村、増永村、一部村が合併し有明村が成立。
- 1942年4月1日 - 玉名郡荒尾町、平井村、府本村、八幡村と合併し、荒尾市となる。

## 学校
- 有明国民学校